# Gribouille (film)
Pour les articles homonymes, voir Gribouille.
Pour plus de détails, voir Fiche technique et Distribution.
Gribouille est un film franco-allemand de Marc Allégret sorti en 1937.

## Synopsis
Camille Morestan, commerçant en articles de sports est désigné comme juré au procès de Natalie Roguin, accusée du meurtre de son amant. Le procès fait apparaître un certain nombre de faits troublants, l'accusée plaide la légitime défense, le revolver contenant la balle qui lui était destinée s'étant retournée contre l'amant pendant la rixe. Alors que Natalie le dépeint comme doux, gentil et fidèle, une prostituée vient témoigner de ses visites hebdomadaires assidues. Le père de la victime déclare avoir été volé par son fils afin que celui-ci  puisse combler de cadeaux sa maîtresse, puis il déclare s'être rendu auprès de Natalie afin d'avoir une explication, précisant nommément l'adresse au 40,bis rue Saint Sulpice. Natalie nie ce fait ; on découvre alors qu'il s'est rendu au domicile d'une homonyme nommée Nathalie Roguin (avec un h à son prénom)... Bref, l'affaire est loin d'être claire, le jury est divisé et il faut toute la force de persuasion de Morestan pour orienter le vote vers l’acquittement.
Après le procès, Morestan confie ses coordonnées à Natalie au cas où elle serait dans le besoin. Cette dernière le contacte et Morestan l'engage comme vendeuse dans son magasin sous un faux nom. C'est à ce moment-là que les problèmes commencent : Claude, le fils Morestan s'est rendu au procès par curiosité sans que son père le sache, il reconnaît donc Natalie et ne comprend pas pourquoi son père ment. Mais peu à peu une idylle naît entre les deux jeunes gens. Lurette, un autre juré du procès a des états d'âmes par rapport à son vote et vient se confier à Morestan qui l'éconduit vertement. A la messe de minuit Lurette surprend Natalie aux côtés de Camille Morestan et révèle son identité à Robert, le fiancé de Françoise, la fille de Morestan. Le lendemain Robert propose à Natalie d'être son "protecteur", la jeune femme se rebiffe, un corps à corps s'engage, Claude intervient et Robert est chassé. Mais Natalie désolée de provoquer tous ces ennuis à Morestan décide de faire sa valise et de partir seule. Claude veut la suivre et pour ce faire vole de l'argent à son père. Camille arrive à ce moment-là et sous le coup de la colère assomme Natalie. Croyant l'avoir tuée, il va à la rencontre des gendarmes, mais sa femme le rattrape et le rassure, tout va finir par s'arranger.

## Fiche technique
- Titre français : Gribouille
- Réalisation : Marc Allégret
- Scénario : Marcel Achard, Jan Lustig
- Décors : Alexandre Trauner
- Photographie : Armand Thirard, Michel Kelber, Georges Benoît
- Son : William-Robert Sivel
- Montage : Yvonne Martin
- Assistants : Armand Léon et Jeanne Witta
- Musique : Georges Auric
- Production : André Daven
- Directeur de production : Roger Le Bon
- Régie : Marcel Bryau
- Sociétés de production : Productions André Daven, Alliance Cinématographique Européenne
- Société de distribution : Gray Films
- Pays de production :  France,  Allemagne
- Lieu de tournage : Studios de Billancourt
- Langue originale : français
- Format : Noir et blanc — 35 mm — 1,37:1 — son Mono
- Genre : Comédie dramatique
- Durée : 95 minutes
- Date de sortie :
  - France : 10 septembre 1937
- Affiches : Jacques Bonneaud, Pierre Segogne (France)

## Distribution
- Raimu : Camille Morestan
- Michèle Morgan : Natalie Roguin
- Gilbert Gil : Claude Morestan, le fils
- Jean Worms : le président du tribunal
- Carette : Lurette
- Marcel André : l'avocat général
- Jacques Grétillat : l'avocat de la défense
- Jacques Baumer : Marinier, le père de la victime
- Andrex : Robert, gérant de salle de sport et fiancé de Françoise Morestan
- René Bergeron : Kuhlmann
- Jeanne Provost : Louise Morestan, l'épouse
- Siméon : Guérin
- Nicolas Rimsky : le chauffeur de taxi
- Jacqueline Pacaud : Françoise Morestan, la fille
- Jenny Carol : la jeune fille au tandem
- Bernard Blier : le jeune homme au tandem
- Pauline Carton : Nathalie Roguin, l'homonyme de l'accusée
- René Génin : l'hôtelier
- Lyne Clevers : Claudette Morel, une prostituée au procès
- Oléo : Henriette Clovisse, une femme de chambre au procès
- Pierre Labry : l'inspecteur de police
- Roger Caccia : le client
- Geo Lecomte : un juré